# Армин
Армин (Arminum) — Этиловый, пара-нитрофениловый эфир этилфосфоновой кислоты.

## Характеристика
Армин относится к группе органических эфиров фосфорной кислоты (фосфорганических соединений — ФОС).
Препараты этой группы обладают сильной антихолинэстеразной активностью и являются необратимыми ингибиторами холинэстеразы.
Эффекты, вызываемые этими веществами, совпадают в основном с эффектами других антихолинэстеразных препаратов (Физостигмин, Прозерин и др.), но они действуют значительно сильнее и продолжительнее. В соответствующих дозах (или концентрациях) эти вещества проявляют сильное токсическое действие, связанное с гиперактивацией центральных и периферических холинергических систем организма.
Некоторые вещества этой группы в связи с вызываемым ими сильным миотическим эффектом нашли применение (в малых концентрациях) в качестве местных миотических и противоглаукоматозных средств.
Основным противоглаукоматозным препаратом этой группы является армин. Выпускавшиеся ранее препараты фосфатол, хлорофтальм, пирофос, хлофосфол исключены из номенклатуры лекарственных средств.
Армин применяют в качестве миотического и антиглаукоматозного средства в виде глазных капель в концентрации 0,01 % (1:10000). Назначают по 1—2 капли 2—3 раза в день. Можно применять армин одновременно с другими антиглаукоматозными лекарственными средствами.
Во избежание развития общих побочных явлений, связанных с всасыванием препарата, после каждого закапывания армина рекомендовано прижимать пальцем область слёзного мешка в течение 2—3 мин, для предотвращения попадания раствора вещества в слёзный канал.
Возможные побочные явления (при передозировке и индивидуально повышенной чувствительности), такие же, как при применении других антихолинэстеразных препаратов.
В отдельных случаях могут наблюдаться явления раздражения слизистых оболочек глаза.
Rp.: Sol. Armini 0,01 % 10 ml.
D.S. Глазные капли. По 1—2 капли 2—3 раза в день (при глаукоме).
Эффекты армина совпадают с эффектами других антихолинэстеразных препаратов, но он действует значительно сильнее и продолжительнее.
В медицинской и спортивной практике препарат применяют по тем же показаниям и противопоказаниям, что в другие ингибиторы ацетилхолинэстеразы. В связи с исключительной силой действия препарат используется в очень малых количествах, закапывается в нос или под язык. Форма выпуска: 0,01 % раствор во флаконах по 10 мл. С целью повышения мышечной силы закапывают под язык, начиная с 3 капель 1 раз в день перед тренировкой. При отсутствии побочных явлений дозу несколько повышают (но не более чем до 9 капель). Побочные действия и противопоказания такие же, как и для других антихолинэстеразных препаратов.

## Физические свойства
Жидкость жёлтого или темно-жёлтого цвета. Малорастворим в воде. 0,01 % раствор представляет собой бесцветную прозрачную жидкость; рН 3,5—5,5.

## Форма выпуска
Форма выпуска: 0,01 % раствор во флаконах по 10 мл.

## Хранение
Хранение: список А. В защищённом от света месте.